# Panhard & Levassor Type N
Der Panhard & Levassor Type N ist ein Pkw-Modell der 1900er Jahre. Hersteller war Panhard & Levassor in Frankreich.

## Beschreibung
Die Fahrzeuge haben einen von Arthur Constantin Krebs entwickelten Ottomotor. Im Motorcode „O2R“ steht das „O“ für diesen „Centaure“ genannten Motor und die „2“ für die Anzahl der Zylinder.
Es ist ein Zweizylinder-Reihenmotor mit 90 mm Bohrung, 130 mm Hub und 1654 cm³ Hubraum. Er wurde auch 7 CV genannt. Das Getriebe hat vier Gänge. Die Unterschiede zu Type A und Type D lagen im Getriebe.
Das Modell stand zwischen 1903 und 1905 im Sortiment. In den einzelnen Jahren wurden 97, 45 und 5 Fahrzeuge hergestellt. In Summe sind das 147 Stück, von denen 77 exportiert wurden.
Mindestens zwei Fahrzeuge sind erhalten geblieben. Eins befindet sich im C. P. Nel Museum im Südafrika.